# 龍ノ口法難

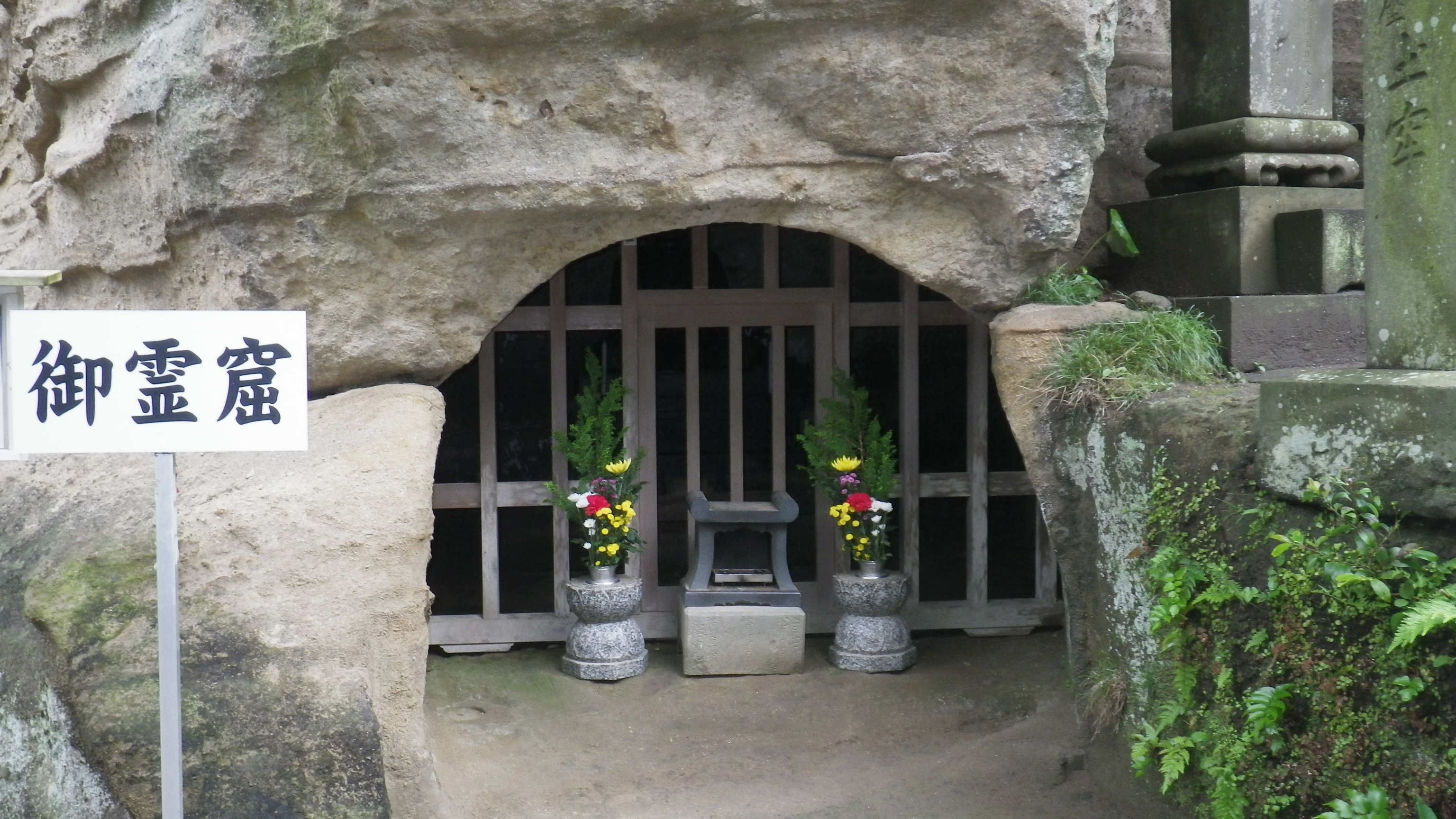
日蓮が収容されていたとされる御霊窟

龍ノ口法難（たつのくちほうなん、龍ノ口の法難）は、『立正安国論』を著して鎌倉幕府に呈上(文応元年7月16日-西暦1260 8/24)の日蓮が龍ノ口刑場で斬首されそうになった事件。日蓮四大法難の一つ。
刑場跡地には、現在、寂光山龍口寺が存在している。

## 概要
文永8年9月12日（ユリウス暦1271年10月17日）、鎌倉幕府は、幕府や諸宗を批判したとして鎌倉の松葉ヶ谷草庵にいた日蓮を捕縛し連行し、酉の刻（午後6時前後）には佐渡流罪が宣告されたが、翌9月13日子丑の刻（午前2時前後）、誰の指示か不明だが、日蓮は鎌倉ノ口の頸の座（現・龍ノ口）に引き出され斬首されそうになったが、未遂に終わった。のちに日蓮が著述したとされる「種々御振舞御書」などでは、そのとき江ノ島方より月のような光の玉がやってきたため、執行人は恐れて切ることができなかったと記している。この逸話はさらに、光の衝撃で振り下ろした太刀が折れ、首を刎ねることができなかったとも伝説化されている。なお「種々御振舞御書」も、虚飾を混じえているという説やそれ自体が偽書であるとの説もある。
ただし、一般的に斬首の罪人が光の玉が飛んできただけで、流罪に減刑されることはなく、 本間館一月滞在も佐渡への移送確認や手配をするのに必要な日数である点、斬首減刑での佐渡流罪が２年半は短すぎる点や行敏訴状御会通の内容を考えて、龍口法難は今後結論が変化する可能性がある。
良寛房忍性という真言律宗の僧侶と事件直前の文永8年６月中旬から７月に掛けて祈雨の件で絡み、行敏訴状御会通から行敏が幕府に訴えを起こしたことが理解できる。文永8年9月12日に佐渡へ流罪が若宮幕府で申し渡され、佐渡守護代本間氏に引き渡しが決まり、現厚木にある本間氏館に移送されて、館で佐渡への移送準備が整う一ヶ月滞在したことがわかっている。日蓮を殺害しようとする動きは佐渡で複数起こるが守護代側役人や浄土信仰から日蓮に帰依したものにより、殺害を免れている。幕府が斬首としたならば、下級役人が火の玉や刀が折れたとして斬首出来なかった 程度では、刑の執行を罷免されるとは考え難く。程度石牢から夜中連れ出して刑を執行したり、減刑され佐渡流罪とするのでは逆に幕府への信頼が失墜する行為なのでありえない。また佐渡法難が伊豆法難と同等期間の2年半で赦免されるとは考え難い。龍口法難に対しては真偽を含め検討すべき要素が多い。佐渡流罪が決まる前は、四箇格言で他を盛んに攻撃して来た日蓮が、その価値観を大きく変えた背景には、真言や浄土の信仰を持つものが、日蓮との交流を通して自分に帰依し、法華経の信心を保つものを実際に目にした影響は大きい。行敏自身も日蓮に帰依している。 映画の影響で辻説法のイメージがついてしまった日蓮の教化活動であるが、 今後の研究に期待することが大きい。

## 参考資料
- 龍口寺縁起